# Umělecká zahrada v Nuslích
Umělecká zahrada v Nuslích v Praze se nachází pod jižní částí Nuselského mostu v úzkém pásu mezi Čiklovou ulicí a železniční tratí z Prahy do Plzně. Nuselské údolí je propojeno podchodem pod železniční tratí ve Svatoplukově ulici.

## Historie
Sochař Karel Novák po ukončení studia dekorativního sochařství založil vlastní sochařskou a řemeslnickou firmu, uměleckoprůmyslový závod pro práce ornamentální a figurální. První prostory firmy měl se svým společníkem, přítelem a sochařem Josefem Václavem Pekárkem (1873–1930) pronajaté na nezastavěné parcele ve Svobodově ulici č. 137 proti železničnímu nádraží Praha-Vyšehrad.

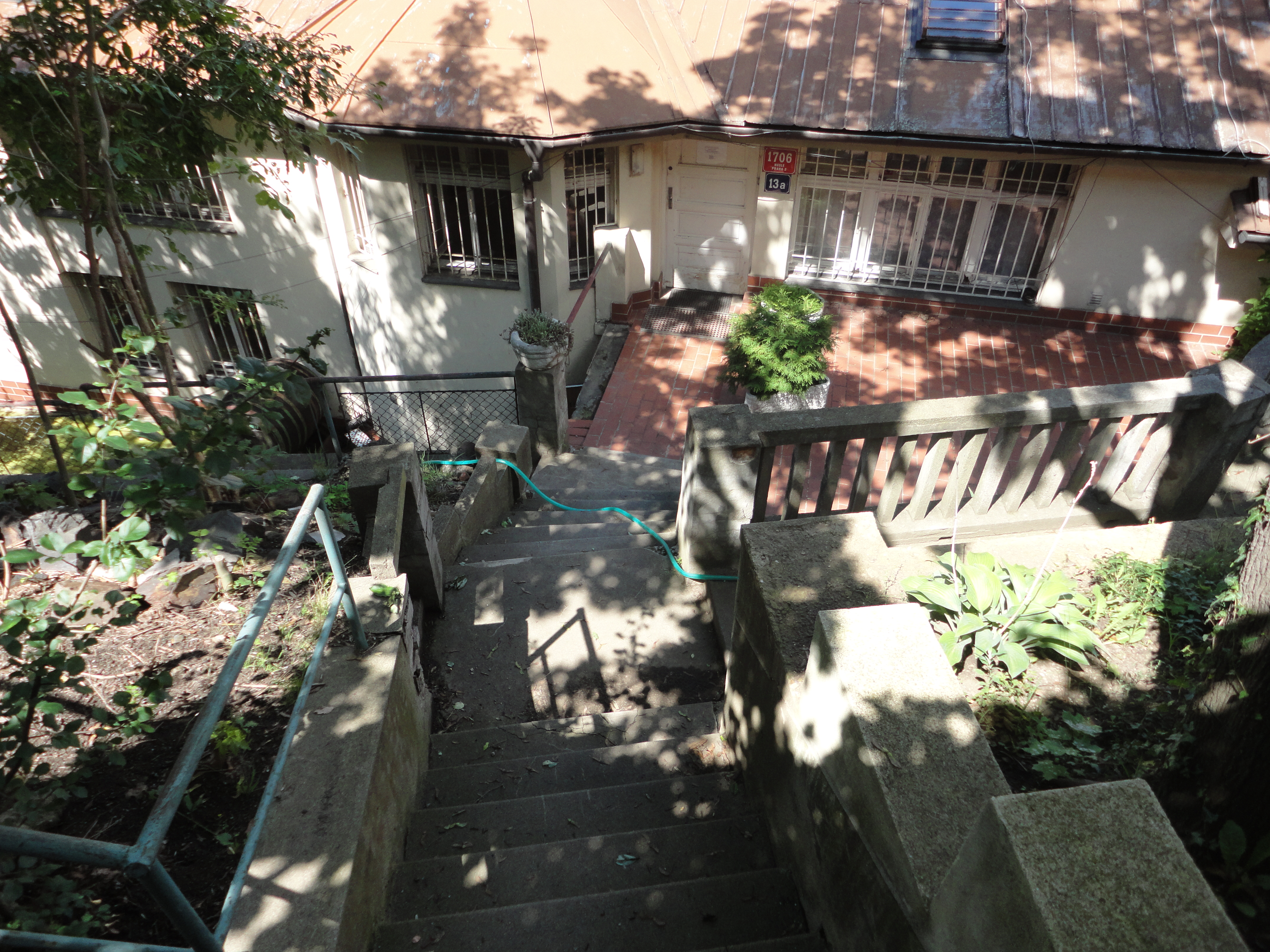
Bývalé ateliéry

Roku 1924 koupil od Vyšehradské kapituly pozemek na úpatí jižní stráně Nuselského údolí a vystavěl na něm pro svůj umělecký závod s označením „Sochařství K. Novák“ novou sochařskou dílnu. V budově zřídil prostorný ateliér osvětlený ze severní strany a několik technických dílen. V ateliéru tvořil zejména modely velkých figurálních návrhů a k jejich vyhotovení používal jako jeden z prvních sochařů pantograf, který umožňoval přenášení rozměrů ve zvětšeném nebo zmenšeném měřítku. Vytvořil tam rovněž řadu kopií gotických soch (např. Parléřův  sv. Václav ze Svatováclavské kaple ve Svatovítské katedrále).
V nuselském ateliéru vznikaly sochy významných umělců, například nadživotní sádrová reprodukce busty Antonína Švehly od Bohumila Kafky (1924) a umělokamenná reprodukce alegorické sochy Vltavy od Josefa Václava Pekárka (1927). Pro další výtvarníky zde vznikl například model postavy Odpočívajícího oráče (Jakub Obrovský, 1926, Chlumec nad Cidlinou), model sochy Woodrowa Wilsona (Albín Polášek, 1928, okraj parku před Hlavním nádražím, odstraněna 1941), model sochy Radegasta (Albín Polášek, 1931, Radhošť) nebo model sedící postavy Ernsta Denise (Karel Dvořák, 1928, Malostranské náměstí, odstraněna 1940).
Po znárodnění získal roku 1957 pozemek s budovou k užívání Krátký film Praha, který zde vytvořil řadu filmů pro děti. Při stavbě Nuselského mostu užívala pozemky stavební firma; vystavená umělecká díla byla poškozena, některá zasypána zeminou nebo se dostala do základů mostu.
Po restituci v 90. letech 20. století prodala rodina Karla Nováka celý objekt (Nusle čp. 1706) soukromému vlastníku. Nový majitel tuto historickou lokalitu upravil a z řady nalezených poškozených i nepoškozených sochařských artefaktů vytvořil základ lapidária.
Dochází k postupné obnově a zpřístupnění areálu v Nuslích veřejnosti. Mezi důležité výstupy těchto snah patří i výstava „První sběr“ v září a říjnu 2023, snažící se vůbec poprvé představit nejzajímavější dochované výrobky „Umělecké zahrady v Nuslích“ a upozornit na dosud opomíjenou roli Novákova nuselského ateliéru v dějinách českého výtvarného umění. Byl vybudován vstup pro veřejnost z Křesomyslovy ulice pod Nuselským mostem za Školou Ladislava Hanuse.
Zahájení stálé výstavy (100 let Umělecké zahrady v Nuslích jako sochařské - štukatérské dílny a sochařského ateliéru 19. a 20. stol.) je předpokládáno vernisáží v pátek 17. května 2024. Poté bude otevřena pro veřejnost (od 10 do 16 hod.) každou středu a sobotu až do podzimu (31. října 2024).